# Slapy (kraj południowoczeski)
Slapy – wieś i gmina w Czechach, w powiecie Tabor, w kraju południowoczeskim. Według danych z dnia 1 stycznia 2014 liczyła 454 mieszkańców.